# شنگلهورن
شنگلهورن (به لاتین: Tschingelhorn) یک کوه در سوئیس است که در کانتون برن واقع شده‌است. شنگلهورن ۳٬۵۶۲ متر بالاتر از سطح دریا واقع شده‌است.